# بوب وولف
بوب وولف (بالإنجليزية: Bob Wolff)‏ هو معلق رياضي أمريكي، ولد في 29 نوفمبر 1920 في نيويورك في الولايات المتحدة، وتوفي في 15 يوليو 2017 في ساوث ناياك في الولايات المتحدة.

## وصلات خارجية
- بوب وولف على موقع IMDb (الإنجليزية)
- بوب وولف على موقع ميوزك برينز (الإنجليزية)